# Rubus striaticaulis
Rubus striaticaulis är en rosväxtart som beskrevs av Plien.. Rubus striaticaulis ingår i släktet rubusar, och familjen rosväxter. Inga underarter finns listade i Catalogue of Life.